# Pacific Fur Company
A Pacific Fur Company (Companhia de Peles do Pacífico) foi uma empresa norte-americana dedicada ao comércio de peles fundada em Nova Iorque em 23 de junho de 1810. Metade das ações da empresa pertenciam à American Fur Company, propriedade exclusiva de John Jacob Astor, que foi quem proporcionou a totalidade do capital da empresa. A outra metade da propriedade estava distribuída entre os sócios que trabalhavam nela, ou era mantida em reserva. Em 1811, a companhia estabeleceu um posto comercial na atual Astoria, Oregon.
O plano de Astor incluía fundar uma localidade permanente dos Estados Unidos na foz do rio Colúmbia e estabelecer aí um nó de uma rede de comércio incluísse Nova Iorque, o antigo Território do Oregon, o Alasca Russo, o Havai e a China. As mercadorias para comerciar com os nativos seriam carregadas em Nova Iorque; haveria produtos embarcados nas ilhas havaianas para a Costa Noroeste; as peles e couros seriam comprados aos nativos de onde é hoje a Colúmbia Britânica e o Alasca russo; Cantão, na China, era o melhor mercado de peles nessa época, e ali seriam trocados por porcelana, seda e outros tecidos, especiarias, etc, que depois seriam transportados, via Havai, para Nova Iorque. Para colocar em prática esta ideia foram enviadas duas expedições iniciais ao rio Colúmbia, uma por mar e outra por terra.
A expedição marítima foi transportada pelo navio Tonquin, sob comando do norte-americano Jonathan Thorn (1779–1811), um homem impaciente e duro. O Tonquin zarpou de Nova Iorque em 8 de setembro de 1810 e chegou à foz do Colúmbia em 12 de abril de 1811 para estabelecer o primeiro assentamento de propriedade norte-americana (embora com pessoal do Canadá), Fort Astoria (atual Astoria) um posto avançado na costa do Pacífico, que estava perto de Fort Clatsop, o acampamento de inverno de 1805-06 de Lewis e Clark na foz do rio Colúmbia. Na travessia pelo Pacífico para a foz do Colúmbia o Tonquin deteve-se no Havai e recolheu um grande número de trabalhadores nativos havaianos (chamados kanakas), incluindo Naukane.
O Tonquin navegou depois pela costa do Pacífico comerciando peles. Foi abordado pelo pueblo Tla-o-qui-aht no Clayoquot Sound, na ilha de Vancouver. Mataram 61 homens antes de que o barco ter sido destruído por uma explosão por um membro da tripulação sobrevivente.
A expedição por terra, chamada Expedição Astor ou Grupo de Hunt, foi dirigida por Wilson Price Hunt. O grupo subiu o rio Missouri até às aldeias arikaras próximas da atual Mobridge, e depois foi por terra para oeste. Passaram dificuldades no rio Snake, no sul do atual Idaho, onde perderam alguns homens e bens e a maioria dos alimentos, tendo-se visto obrigados a armazenar, em segredo, o resto dos seus artigos comerciais e dividir-se em vários grupos para seguir caminho para o Colúmbia. A maioria dos membros da partida chegou a Fort Astoria em janeiro e fevereiro de 1812.
Depois de vários contratempos, a Pacific Fur Company fracassou quando o navio de mantimentos Beaver chegou tarde a Fort Astoria. Além disso, a perda do Tonquin tornou o posto comercial vulnerável. Devido ao risco de Fort Astoria ser capturada pelos britânicos durante a guerra de 1812, o posto comercial e todos os restantes ativos da companhia no Território do Oregon foram vendidos em outubro de 1813 à North West Company, uma companhia de peles britânica rival, com sede em Montreal.
Em março de 1814, o Isaac Todd, barco de mantimentos da North West Company, junto com um navio de guerra britânico, chegou com ordens para destruir todos os povoados norte-americanos. Fort Astoria foi britânico e os seus empregados ficaram sob a proteção da North West Company. O Isaac Todd chegou com os mantimentos necessários e ofereceu a alguns membros do pessoal muitos dos quais eram antigos empregados da North West Company, uma confortável viagem de regresso a Montreal e a Inglaterra. Alexander Henry e Donald McTavish, dois veteranos empregados da North West Company que se tinham unido à Pacífic Fur Company, afogaram-se quando o seu bote se virou no rio Colúmbia numa travessia para o Isaac Todd.